# Elijjahu Eljaszar
Elijjahu Eljaszar (hebr.: אליהו אלישר, ang.: Eliyahu Eliashar, Eliahu Eliashar ur. 10 października 1899 w Jerozolimie, zm. 30 października 1981) – izraelski lekarz i polityk, w latach 1949–1955 poseł do Knesetu z listy ugrupowania Sefardyjczycy i Orientalne Społeczności.
W wyborach parlamentarnych w 1949 po raz pierwszy dostał się do izraelskiego parlamentu. Zasiadał w Knesetach I i II kadencji.